# Фергюсон, Мириам
Ми́риам Ама́нда Уо́ллес Фе́ргюсон (англ. Miriam Amanda Wallace Ferguson; 13 июня 1875, округ Белл, Техас — 25 июня 1961, Остин, Техас) — американская женщина-политик, член Демократической партии, 29-й и 32-й губернатор штата Техас — в 1925—1927 и 1933—1935 годах, соответственно.
Её муж, Джеймс Фергюсон (James E. Ferguson), также был губернатором Техаса (в 1915—1917 годах). Мириам Фергюсон была второй женщиной в истории США, заступившей на пост губернатора штата — всего через 15 дней после губернатора Вайоминга Нелли Тейло Росс (Nellie T. Ross), первой женщины-губернатора в США.

## Биография
Мириам Фергюсон родилась 13 июня 1875 года в техасском округе Белл, её имя при рождении было Мириам Аманда Уоллес. Eё отец — Джозеф Лэпсли Уоллес (Joseph Lapsley Wallace), а мать — Элиза Уоллес, урождённая Гаррисон (Eliza Wallace (Garrison)). В семье было 6 детей, и Мириам была старшей из трёх сестёр.
Она обучалась в Салейдо-колледже, а затем в Женском колледже Бэйлора. 31 декабря 1899 года, в возрасте 24 лет, она вышла замуж за юриста Джеймса Фергюсона. Первое время они жили в городе Белтон (Техас), и у них родились две дочки, Уида Уоллес (Ouida Wallace, род. 1900) и Руби Доррес (Ruby Dorrace, род. 1903). В 1907 году они переехали в Темпл (Техас), где Джеймс Фергюсон стал президентом банка Temple State Bank.
В 1914 году Джеймс Фергюсон участвовал в выборах губернатора Техаса и победил в них. Он вступил в должность в январе 1915 года, а Мириам Фергюсон, таким образом, стала «первой леди Техаса». Она главным образом занималась домашними делами, и её основным хобби была работа в саду. В 1916 году Джеймс Фергюсон был переизбран на должность губернатора Техаса, но уже в следующем году ему был выражен импичмент, его сняли с должности и, более того, приговорили к заключению.
С этого момента началась политическая карьера Мириам Фергюсон. В течение 7 лет она вместе с мужем боролась за то, чтобы было отменено ограничение на занятие выборных должностей, которое было наложено на Джеймса Фергюсона. Когда в июне 1924 года Верховный суд Техаса отменил это ограничение, Джеймс Фергюсон объявил, что теперь его жена Мириам будет бороться за пост губернатора, а он будет ей помогать. Таким образом, они проводили предвыборную кампанию вместе, под лозунгом «Два губернатора по цене одного» (англ. „Two Governors for the Price of One“). Во время этой кампании в газетах Мириам начали называть сокращённо «MA» — по имени первых инициалов «Мириам Аманда», и в результате за ней закрепилось имя Ма Фергюсон.
Выступая от демократической партии, она победила в губернаторских выборах 1924 года, и её инаугурация состоялась 20 января 1925 года. За двухлетний срок ей не удалось добиться существенных сдвигов в экономике штата. Был принят закон, направленный против деятельности Ку-Клукс-Клана. Противники Фергюсон отмечали увеличившееся число помилований и заявляли, что власти штата фактически торгуют ими. Также была подвергнута сомнению справедливость выдачи контрактов на строительство дорог (хайвеев) штата, которые распределялись Джеймсом Фергюсоном.
В результате на следующих губернаторских выборах (в конце 1926 года) Мириам Фергюсон проиграла уже в первом туре, и то же самое произошло на выборах 1930 года. Тем не менее, ей удалось победить на выборах 1932 года, хотя её противник, действующий губернатор Росс Стерлинг, пытался оспаривать результаты выборов в Верховном суде Техаса, утверждая, что в некоторых округах голосов оказалось больше, чем там было избирателей, имеющих право голосовать. Суд не удовлетворил его запрос, и Мириам «Mа» Фергюсон во второй раз стала губернатором Техаса, приступив к своим обязанностям 17 января 1933 года.
Второй губернаторский срок прошёл под знаком великой депрессии. По окончании срока Мириам Фергюсон не пыталась переизбраться, однако в 1940 году в возрасте 65 лет она предприняла попытку снова побороться за пост губернатора, но безуспешно. 21 сентября 1944 года скончался её муж Джеймс Фергюсон. С тех пор Мириам Фергюсон жила в Остине. Она умерла у себя дома 25 июня 1961 года от застойной сердечной недостаточности.

## Киновоплощения
В криминальной драме «В погоне за Бонни и Клайдом» режиссёра Джона Ли Хэнкока, вышедшей на экраны в 2019 году, роль губернатора Мириам «Mа» Фергюсон исполнила актриса Кэти Бэйтс.